# Большая улица (Новосибирск)
Больша́я улица — улица в Ленинском районе Новосибирска. Начинается от линии Транссибирской магистрали на отрезке между станциями Левая Обь и Жилмассив, идёт на северо-запад и заканчивается возле Колыванского шоссе в северной части Ленинского района. Протяжённость улицы составляет более 8 км (по другим данным — 7,6 км). Одна из самых длинных улиц города.

## История
Первые упоминания об улице относятся к 1899 году.
В 1930 году территория современного левобережья Новосибирска вошла в состав нового Заобского района, вдоль улицы начинают возводить предприятия, здесь появляются Сибкомбайн, Левобережная ГРЭС, комбинат бытового обслуживания. Приблизительно через 20 лет траектория ранее прямой улицы изменилась.
В конце 1930-х годов здесь началась постройка ТЭЦ-3.
На Большой улице существовал лагерь, куда в 1944 году поселили немецких военнопленных.

### Старейшие здания
Согласно БТИ самый старый дом улицы был построен в 1898 году. По состоянию на 2018 год от него оставался лишь заросший кустарником фундамент.
Также на Большой расположен барак, построенный в 1930-х (частично в 1950-х) годах, ранее в нём жили железнодорожники.

## Памятники
- Памятник шофёру

## Экология
Вдоль Большой улицы находятся точки сброса отработанной воды ТЭЦ.
Под улицей проходит соединённый с очистными сооружениями канализационный коллектор.